# Live at Cap d'Agde, 1982
Live at Cap D'Adge è un disco live dei King Crimson, pubblicato nell'Aprile del 1999.
- Le tracce 1-6 sono state registrate all'arena di Cap d'Adge, in Francia, il 26 agosto 1982.
- Le tracce 7-9 sono state registrate all'arena di Fréjus, in Francia, il 27 agosto 1982.

## Tracce
1. "Waiting Man" (Adrian Belew, Bill Bruford Robert Fripp, Tony Levin) - 7:09
2. "Thela Hun Ginjeet" (Belew, Bruford, Fripp, Levin) - 4:30
3. "Matte Kudasai" (Belew, Bruford, Fripp, Levin) - 3:58
4. "The Sheltering Sky" (Belew, Bruford, Fripp, Levin) - 9:48
5. "Neal and Jack and Me" (Belew, Bruford, Fripp, Levin) - 5:38
6. "Elephant Talk" (Belew, Bruford, Fripp, Levin) - 4:57
7. "Indiscipline" (Belew, Bruford, Fripp, Levin) 12:31
8. "Heartbeat" (Belew, Bruford, Fripp, Levin) - 4:05
9. "Larks' Tongues in Aspic (Parte II)" (Fripp) - 7:50

## Formazione
- Robert Fripp - chitarra
- Adrian Belew - chitarra, voce
- Tony Levin - basso elettrico, Chapman stick
- Bill Bruford - batteria, percussioni